# Ноа Кирел
Ноа Кирел (хебр. נועה קירל; Ранана, 10. април 2001) израелска је певачица, глумица и телевизијска водитељка. Освајала је МТВ европску музичку награду за најбољег израелског извођача између 2017. и 2020.

## Младост
Кирел је рођенa у Ранани од родитеља рођених у Израелу, ашкенази јеврејског (аустријско-јеврејског) и сефардског јеврејског (мароканско-јеврејског) порекла. Она је најмлађе дете Амира и Илане Кирел. Има два старија брата. Њен отац је извршни директор Гласко Глеса (енгл. Glassco Glass, предузећа за увоз стакла са седиштем у индустријском парку у Баркану. По очевој страни, Кирелова има рођаке који су погинули у Холокаусту.
Њено прво име је било Ноја при рођењу, али након што јој је дијагностикована озбиљна болест бубрега када је имала три месеца, рабин је предложио њеним родитељима да јој промене име у Ноа, како би могла да се креће („Ноа“ значи кретање на хебрејском) док одраста. Рабин је такође предвидео да ће постати плесачица.
У марту 2020. примљена је у Израелске одбрамбене снаге (ИДФ) и служи у војном оркестару. У фебруару 2022. Кирел је завршила службу у ИДФ-у.

## Каријера
Кирелова је стекла славу када се појавила у документарној серији Pushers из HOT-а, која прати родитеље који гурају своју децу ка успеху у различитим областима, а приказала је Кирелу и њеног оца, који су финансијски подржавали њен развој каријере у забављачкој индустрији. Кирелин менаџер у Израелу је агент Роберто Бен-Шошан, а ко-менаџер је Шарона Номдер (Morse Artists) на међународном нивоу.
Године 2015. је извела своју прву песму на Јутјубу под називом . Након успеха, те године је објавила још једну песму под називом Killer. Провокативни видео клип за песму изазвао је пометњу због Кирелиних година. Објавила је још песама, које су биле представљене на Јутјубу и пуштане на разним израелским радио станицама, укључујући песме Yesh Be Ahava, која је била прва песма која је ушла на Галгалац плејлисту, Rak Ata, Hatzi Meshuga, Bye Lahofesh и Ten Li Siman. Крајем 2016. године освојила је награду „Певач године“ на свечаности избора деце. Кирел је 26. фебруара 2017. почела да води музички програм Lipstar на каналу kidZ, заједно са Саги Брајтнер. У мају 2017. објавила је песму под називом Makom Leshinuy коју је отпевала у дуету са Авиор Меласом који је написао и компоновао песму. Кирел је током године објавила још неколико песама које су све биле маркетиншки синглови: Lirkod, Kimeat Meforsemet, Wow, Mi Yiten Li Et Ha'Koach. 22. јуна глумила је у тинејџерском филму Nearly Famous, заједно са Омером Дрором. Исте године се појавила и у позоришној представи "Три мускетара" заједно са Омером Дрором. Дана 28. августа, Кирелова је објавила сингл који је извела са Агамом Бохбутом, обраду песме Денија Сандерсона; Etzel Ha'Doda ve Ha'Dod, као део кампање за . У новембру 2017. представљала је Израел на МТВ европским музичким наградама, у категорији међународних уметника.
Дана 1. јануара 2018. почела је да глуми у телевизијској серији „Kfula” у улогама Ное Кирел (себе) и Кити Попер (Либи Омер), блогерке која пише било шта што јој се дешава. Серија се емитује на KidZ каналу на  и . Од 18. фебруара почела је да учествује у Израелу има таленат као члан жирија. 25. марта 2018. објавила је сингл Megibor Le'Oyev. 1. маја те године емитује се серијал „Shilton Ha'Tzlalim” у којој игра улогу Басемет. У Менора Мивтачим арени 9. августа је отворена позоришна представа „Kfula” у којој глуме Кирел и звезде серије „Kfula”. 20. августа објављена је тематска песма за продукцију #Freestyle Festigel. Почетком септембра 2018. изашао је филм који је промовисао емисију. Сама емисија траје од 13. новембра 2018. до 8. јануара 2019. године. Дана 5. септембра, Кирел је била гостујући извођач на песми Cinderella, групе The Ultras. Дана 20. септембра, Кирел је сарађивала са Ma Kashur Trio и Итај Левијем, на новој обради песме Арика Синаија за Siba Tova, Hine Ze Ba, за HOT кампању. У октобру је Кирел по други пут изабрана да представља Израел на МТВ европским музичким наградама, али није могла да присуствује церемонији у Шпанији због густог распореда. Тог месеца, Кирел је почела да буде нова спикерка козметичке компаније Keff. Објавила је песму Zikaron Yashan 2. новембра у сарадњи са израелским певачем Џонатаном Мергуијем, у оквиру Festigel-а. Дана 11. новембра, глумачка екипа Festigel-а 2018, укључујући Кирел, објавила је оригиналну песму Tinshom са спотом. Она је 23. новембра учествовала у почасној емисији у знак сећања на Амира Фризера Гутмана под називом As If There Is No Tomorrow заједно са многим уметницима. Кирел је у децембру 2018. водила кампању са KidZ Channel и Израелском националном управом за безбедност на путевима за ношење кациге током вожње бициклом. У мају 2020. учествовала је у yes реклами. У новембру 2020, Кирел се придружила 39 других израелских уметника за добротворни сингл Катан Алеину за подршку болницама које се боре против пандемије ковида-19.
У јуну 2020. званично је објављено да је Ноа потписала уговор са америчком продукцијском кућом Атлантик рекордс (енгл. Atlantic Records). У децембру те године, Кирел је потписала уговор са Endeavor.
У марту 2021. објављено је да ће Кирел глумити у играном филму у продукцији Picturestart-а. У мају 2021, Кирел је у сарадњи са израелским певачем Омером Адамом објавила ремикс верзију државне химне Израела, Хатиквахе. Сарадња је добила много критика – многи су је назвали „непоштовањем“ и „срамотом“. У част месеца поноса, Кирел и израелски комичар Илан Пелед објавили су сингл Trilili Tralala. сингл је освојио статус геј химне у Израелу и достигао друго место на израелској листи синглова Медиа Фореста након објављивања.
Објавила је свој први међународни сингл Please Don't Suck 14. јула 2021. 15. октобра 2021. објавила је сингл Bad Little Thing који је такође извела на церемонији доделе Мис универзума 2021.
Дана 12. јануара 2022. објавила је сингл .
Дана 11. јула 2022, објављено је да ће Кирел бити представница Израела на Песми Евровизије 2023. Дан касније, Кирелова је објавила да није још донела одлуку, али да ће је донети касније. Дана 10. августа, потврдила је своје учешће на такмичењу. Њена песма за такмичење, Unicorn, објављена је 8. марта 2023.

## Лични живот
Од октобра 2021. је у вези са израелским моделом и глумцем Томером Хакохеном.

## Дискографија

### Синглови
|                                                                       | 2015  | —                   | синглови без албума |  |
|                                                                       | 2015  | —                   | синглови без албума |  |
|                                                                       | 2015  | —                   | синглови без албума |  |
|                                                                       | 2016. | —                   | синглови без албума |  |
|                                                                       | 2016. | —                   | синглови без албума |  |
|                                                                       | 2016. | —                   | синглови без албума |  |
| (са Авиор Малсом)                                                     | 2017. | —                   |                     |  |
|                                                                       | 2017. | синглови без албума |                     |  |
| (и Агам Бухбут)                                                       | 2017. | 3                   |                     |  |
| (са Стефаном Легаром)                                                 | 2017. | —                   |                     |  |
|                                                                       | 2018. | —                   |                     |  |
|                                                                       | 2018. | —                   |                     |  |
|                                                                       | 2019. | —                   |                     |  |
|                                                                       | 2019. | —                   |                     |  |
|                                                                       | 2019. | 7                   |                     |  |
|                                                                       | 2019. | —                   |                     |  |
| (изводе Dolli & Penn, са Лиран Данином)                                           | 2019. | 1                   |                     |  |
|                                                                       | 2020. | 13                  |                     |  |
| (са Шарар Саулом)                                                     | 2020. | 1                   |                     |  |
| (са Џонатаном Мергуијем)                                              | 2020. | 4                   |                     |  |
|                                                                       | 2021. | 2                   |                     |  |
| (са Иланом Пеледом)                                                   | 2021. | 1                   |                     |  |
|                                                                       | 2021. | 6                   | Atlantic Records    |  |
|                                                                       | 2021. | 14                  | Atlantic Records    |  |
| (са Ошером Кохеном)                                                   | 2021. | 1                   | Aroma Music         |  |
|                                                                       | 2022. | —                   | Atlantic Records    |  |
|                                                                       | 2023. | —                   | Atlantic Records    |  |
|                                                                       | 2023. | 1                   | Atlantic Records    |  |
| „—” означава сингл који се није нашао на топ-листи или није објављен. |       |                     |                     |  |

## Филмографија
| Година | Наслов | Улога       | Напомена                       |
| ------ | ------ | ----------- | ------------------------------ |
| 2016.  |        | Ди-џеј Суки | Глас; израелска синхронизација |
| 2017.  |        | Ротем Леви  | Филмски деби                   |
| 2022.  |        | Саншајн     |                                |

| Година     | Наслов                   | Улога           | Напомене              |
| ---------- | ------------------------ | --------------- | --------------------- |
| 2015.      |                          | Она             | Доку-ријалити програм |
| 2016.      |                          | Она             |                       |
| 2017       |                          | Она             |                       |
|            | Гошћа                    | Она             |                       |
| 2017—2018. |                          | Она             | Копрезентерка         |
| 2018—2020. |                          | Она / Либи Омер | Главна улога          |
| 2018—2019. | Ја имам таленат (Израел) | Она             | Судија                |
| 2018.      |                          | Босмат Амсалем  | Понављајућа улога     |
| 2019.      |                          | Она             | Гошћа                 |
| 2019.      | Судија гошћа             | Она             |                       |
| 2020.      |                          | Она             | Такмичарка            |
| 2020.      | Судија                   | Она             |                       |
| 2021.      |                          | Она             | Гошћа                 |